# Jerzy Onuch
Jerzy „Jura” Onuch (ur. 28 czerwca 1954 w Lublinie) – polski kurator i dyplomata; dyrektor Instytutu Polskiego w Kijowie (2005–2010) i Instytutu Kultury Polskiej w Nowym Jorku (2010–2014).

## Życiorys
Jerzy Onuch ukończył szkołę plastyczną w Lublinie (1974) oraz malarstwo na Akademii Sztuk Pięknych w Warszawie (1979). Pierwsze wystawy prezentował w 1976. W 1979 został dyrektorem i kuratorem afiliowanej przy ASP Pracowni Dziekanka, gdzie m.in. z Januszem Bałdygą i Łukaszem Szajną zrealizował przeszło 70 wystaw i wydarzeń, głównie programów eksperymentalnych. Onuch był w tym czasie zapraszany także za granicę. W 1987 wyjechał najpierw do Stanów Zjednoczonych, a po roku osiadł w Toronto w Kanadzie. Kontynuował tam karierę artystyczną. W połowie lat 90. wrócił do Polski. W 1993 był kuratorem pierwszej dużej wystawy ukraińskiej sztuki współczesnej w Polsce – „Stepy Europy” w Centrum Sztuki Współczesnej Zamek Ujazdowski w Warszawie. Od 1997 do 2004 Onuch był dyrektorem Centrum Sztuki Współczesnej przy Uniwersytecie Narodowym „Akademia Kijowsko-Mohylańska” prowadzonej pod patronatem Fundacji Sorosa. W tym czasie w Centrum wystawiano prace m.in. Andy'ego Warhola, Josepha Beuysa, Nam June Paika, Ilji Kabakowa, Josepha Kosutha, Leona Tarasewicza, Olega Kulika. Pomagał także młodym artystom pokolenia pomarańczowej rewolucji. W 2003 magazyn Korrespondent określił Onucha jako jednego z 10 najbardziej wpływowych cudzoziemców na Ukrainie. W 2005 Onuch związał się z Polską dyplomacją, kierując jako dyrektor do 2010 Instytutem Polskim w Kijowie, zaś w latach 2010–2014 Instytutem Kultury Polskiej w Nowym Jorku. W 2014 był kandydatem na dyrektora Muzeum Lubelskiego w Lublinie.
Żonaty. Ojciec córki.